# Quincy (Florida)
Quincy város az USA Florida államában. Lakosainak száma 7970 fő (2020. április 1.).
A kisváros északnyugatra fekszik Tallahasseetől, az állam fővárosától. Nevét John Quincy Adams amerikai elnökről kapta.

## Népesség
A település népességének változása:
| Lakosok száma | 6982 | 7972 | 7970 |
|               | 2000 | 2010 | 2020 |